# El Tío (ort)
El Tío är en ort i Argentina.   Den ligger i provinsen Córdoba, i den centrala delen av landet, 600 km nordväst om huvudstaden Buenos Aires. El Tío ligger 126 meter över havet och antalet invånare är 1 510.
Terrängen runt El Tío är mycket platt. Runt El Tío är det glesbefolkat, med 14 invånare per kvadratkilometer.. Närmaste större samhälle är La Francia, 18,7 km öster om El Tío.
Trakten runt El Tío består till största delen av jordbruksmark.